# كاتلين ستيفانيسكو
كاتلين ستيفانيسكو (بالرومانية: Cătălin Andrei Ștefănescu)‏ هو لاعب كرة قدم روماني في مركز الوسط، ولد في 30 نوفمبر 1994 في بياترا نيامتس في رومانيا. لعب مع جامعة كلوج وستيوا بوخارست ونادي بترولول بلويشتي ونادي بوليتكنيكا ياش ونادي بياترا نيامتس ونادي فولنتاري.

## وصلات خارجية
- كاتلين ستيفانيسكو على موقع قاعدة بيانات كرة القدم.إي يو (الإنجليزية)
- كاتلين ستيفانيسكو على موقع Soccerway.com (الإنجليزية)